# Bekiviro
Bekiviro ist eine Ritualtrommel, die in wenigen Exemplaren auf einigen vor der Nord- und Nordwestküste Madagaskars gelegenen Inseln vorkommt und im Ahnenkult der Sakalava die Macht der toten Könige repräsentiert. Die fast lebensgroße, aus einem Baumstamm gefertigte Bechertrommel wird nur bei besonderen Anlässen geschlagen und steht im Zentrum von Besessenheitsritualen zur madagassischen Ahnenverehrung. Beim Umgang mit ihr sind zahlreiche Verbote (fady) zu beachten.

## Kultureller Hintergrund
Die Kultur Madagaskars vereint die Einflüsse der im Verlauf der letzten zwei Jahrtausende eingewanderten Siedler, Händler und Kolonisatoren. Vermutlich erreichten in den ersten nachchristlichen Jahrhunderten Seefahrer aus dem Malaiischen Archipel entweder direkt oder mit dem Umweg über die afrikanische Küste die Insel. Der malaiische Kultureinfluss blieb vor allem bei den im zentralen Hochland siedelnden Merina erhalten. In der Musik verweist die Bambusröhrenzither valiha am deutlichsten auf eine malaiische Herkunft. Einen weiteren Kultureinfluss für die gesamte Insel brachten ab dem 15. Jahrhundert zu den Bantu gehörende verschleppte Sklaven und freie Einwanderer aus Afrika. Der Norden und Nordwesten ist darüber hinaus durch arabische Seefahrer geprägt, deren Spuren ab dem 10. Jahrhundert an der Küste nachweisbar sind. In dieser Zeit begann von Sansibar ausgehend die Islamisierung der ostafrikanischen Küste. Während im 16. Jahrhundert die Bevölkerung der nördlich gelegenen Komoren mehrheitlich die neue Religion annahm, erreichte der Islam auf Madagaskar lediglich die Nordküste. Zugleich war die im Norden vorgelagerte Insel Nosy Be ab 1840 die erste Station französischer Katholiken, die von hier aus mit der Missionierung des Sakalava-Gebietes begannen. Daraus resultiert im Norden und Nordwesten eine afrikanisch, arabisch und europäisch beeinflusste Kultur und eine Musik, deren Formenreichtum größer ist als in den übrigen Landesteilen. Über diese Region verbreiteten sich die in der zweiten Hälfte des 20. Jahrhunderts vom afrikanischen Festland eingeführten Popularmusikstile in ihrer madagassischen Ausprägung, darunter soukous (in Madagaskar zu sekosy), benga (zu watcha watcha) und mbaquanga (zu zolo). Im wirtschaftlich dominierenden Norden verfügen auch kleinere Ensembles über das notwendige Instrumentarium (namentlich Elektrogitarren), während in anderen Regionen auf den Dörfern weiterhin selbstgebaute Imitationen eingesetzt werden.
Gegen die Kulturimporte und die technischen Errungenschaften der Moderne behauptet sich als konservativer Gegenpol der fest in die traditionelle Gesellschaftsordnung eingebundene Ahnenkult. Hierin nehmen die Ahnen auf die Lebenden Einfluss. Durch den ritualisierten Rückbezug auf die Ahnen stellen diese für die einzelnen Mitglieder der Gemeinschaft Identifikationsfiguren und Stabilitätsanker dar.

## Gesellschaftsordnung
Die Sakalava formierten um 1400 einen Machtbereich unter ihrem ersten König Andrianmisara I. und bildeten vom 17. Jahrhundert bis zum Anfang des 19. Jahrhunderts das führende Reich auf Madagaskar. Gemäß ihrer mündlichen Überlieferung kamen die Sakalava ursprünglich aus dem Südwesten der Insel. Das Mitte des 17. Jahrhunderts unter König Andrianihaniñarivo (postumer Name, zu Lebzeiten hieß er Andriandahifotsy) entstandene Königreich Menabe wurde zum Vorbild für die spätere Gesellschaftsstruktur der Sakalava. Das Siedlungsgebiet der Sakalava entlang der West- und Nordwestküste wurde (ab 1500) bevorzugt von europäischen Seefahrern angelaufen, weshalb über sie die meisten Berichte aus vorkolonialer Zeit vorliegen. Daraus wird die Existenz eines ausgeprägten Besessenheitskults ersichtlich, den die Sakalava bis heute praktizieren und dessen kibuki-Geister in den ostafrikanischen Pepo-Kult eingegangen sind. Der Besessenheits- und Reliquienkult der Sakalava hat Parallelen bei den Bantusprechern. Die ethnologisch gut untersuchten Sakalava bieten einen anschaulichen Einblick in das Fortbestehen gesellschaftlicher Strukturen aus der Zeit der Königreiche (fanjakana).
Anfang des 19. Jahrhunderts gerieten die beiden Sakalava-Königreiche Menabe im Süden und Boeny (Boina) im Norden unter den Einfluss des mit Unterstützung der Engländer expandierenden Merina-Reiches. Der Küstenstreifen dazwischen wurde zur Zufluchtsregion der unabhängigen Sakalava, was zu einem wirtschaftlichen Aufschwung der bis dahin vernachlässigten Region führte. Im 19. Jahrhundert befand sich die in mehrere Kleinreiche zersplitterte Küstenregion in einem permanenten Kriegszustand mit den Merina, was zur Folge hatte, dass laut zeitgenössischen Beobachtern die Sakalava ständig Waffen trugen. Erst der französischen Kolonialarmee gelang zwischen 1896 und 1904 die Eroberung der Westküste und die Unterwerfung der Sakalava. Seitdem bestehen die alten Herrschaftsstrukturen nur noch auf der gesellschaftlichen Ebene fort.
Die Geschichte der Sakalava ist die Geschichte der Herrscherdynastien und ihrer Zweige. Die Sakalava schöpfen aus der Vergangenheit die Legitimität und Autorität für die heutigen Institutionen. Sie bilden mit 6,2 Prozent Anteil (2010) an der Gesamtbevölkerung eine der 18 bis 20 ethnischen Gruppen des Landes. Ihre Gesellschaft setzt sich aus Clans zusammen, die über eine bestimmte Herkunftsgeschichte (tantara) mit dem königlichen Clan verbunden sind. Die Gemeinschaft wird vom lebenden Monarchen (ampanjaka) und von dessen verstorbenen Vorgängern zugleich regiert, wobei den toten Herrschern (razana ampanjaka) aufgrund ihres höheren Alters die größere Macht zukommt. Mit zunehmendem Alter wachsen Macht und Autorität. Die Zählung der Altersjahre wird mit dem Tod nicht unterbrochen, weil der Tod nur als Übergang in einen anderen Daseinsbereich gilt. Dem lebenden Monarchen, dessen Macht in der Nachfolge von den früheren Herrschern begründet liegt, kommt eine Schlüsselrolle bei der Traditionsbewahrung zu. Er fungiert als spiritueller Vermittler zur Ahnenwelt, weshalb er die Beinamen tompondrazania („Meister der Ahnen“) und tompon’ ny lambantánana („Meister der hohlen Hand“) trägt. Letzteres bezieht sich auf die Anbetungsgeste gegenüber den Ahnen.
Die toten Monarchen werden in einfach gestalteten Gräbern auf dem Ahnenfriedhof (mahabo) verehrt, von wo auch ihre Wirkung ausgeht. Üblicherweise befindet sich dieser Friedhof auf einer vorgelagerten Insel. Die Sozialorganisation besteht neben den Königen (ampanjaka) aus dem bürgerlichen Volk (vohitry oder vahoaka), Sklaven (andevo) und königlichen Sklaven (sambarivo). Die sambarivo, Nachfahren der während des arabischen Sklavenhandels an der ostafrikanischen Küste und bei Raubzügen der Sakalava aus Afrika verschleppten Sklaven, fungieren als Wächter der Königsgräber und bei den Zeremonien als Nachrichten überbringende Medien (Besessene, saha). In tromba genannten Zeremonien sprechen die Ahnen mit der Stimme der sambarivo über aktuelle und vergangene Geschehnisse. Weil die sambarivo verschleppt wurden, haben sie keine Ahnen und damit keine eigene Geschichte. Hieraus erklärt sich ihre niedrige Sozialstellung, trotz der sie durch ihre wesentliche Rolle bei der Ahnenverehrung dem Königtum am nächsten stehen. Es besteht ein gegenseitiges Abhängigkeitsverhältnis von den als Medien agierenden Sklaven zum lebenden Herrscher, in dessen Sinn sie die „Worte der Ahnen“ (tenin-drazana) wiederzugeben haben, und vom Herrscher zu den Medien, die mit ihren Ahnenworten seine Macht legitimieren.

## Bauform und Herkunft
Die bekiviro ist eine aus einem Baumstamm gefertigte Bechertrommel von ungewöhnlicher Größe. Bei einem Exemplar wurde eine Gesamthöhe von 139 cm gemessen. Der Durchmesser des Korpus (loha) beträgt bei diesem Instrument 62 cm und die Korpushöhe 89 cm. Für diesen Trommeltyp und allgemein für Trommeln in Madagaskar wird das Holz des Marula-Baums (Sclerocarya birrea subsp. caffra, auch Poupartia caffra, in Madagaskar sakoa) verwendet. Mit dem halbrund geschnitzten Korpusboden ist ein konischer Fuß verbunden, der in eine Standplatte vom Durchmesser des Korpus übergeht. Die Membran besteht aus Ochsenhaut (angozy), die mit einer am Rand umlaufenden, doppelten Reihe von Holzpflöcken gespannt ist. Etwas unterhalb sind am Korpus vier kreisrunde Ringe aus Silber als Tragegriffe befestigt. Die Silberringe gaben der Trommel den Malagasy-Namen bekiviro, was „große Ohrringe“ (be kiviro, ansonsten kavina) bedeutet. Im mittleren Korpusbereich ist die Trommel mit einem eingekerbten Ornamentband verziert. Sie wird mit zwei Holzschlägeln (kobay, „Stab“) geschlagen.

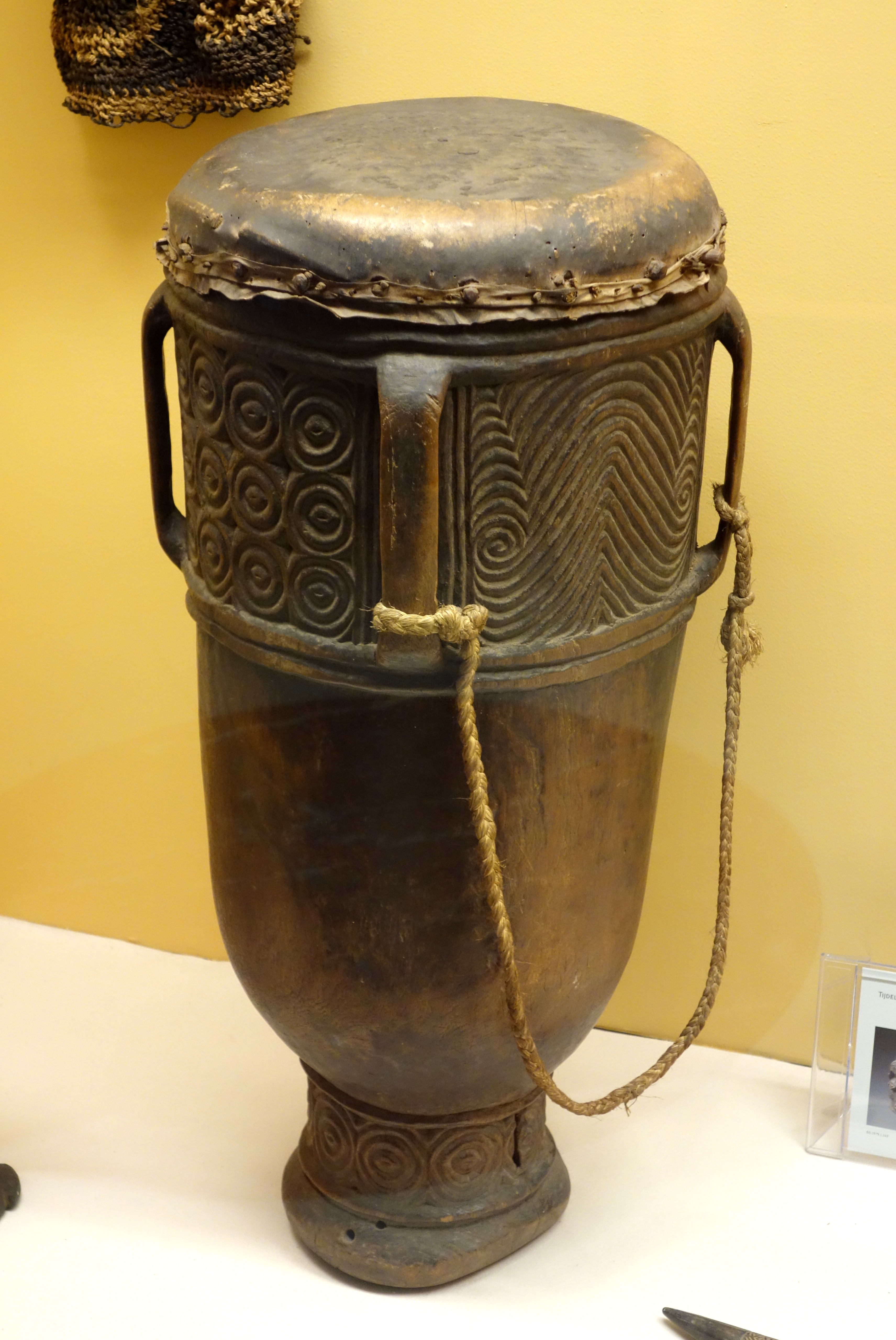
Hölzerne Bechertrommel mit Nagelspannung und vier Handgriffen der Lulua in der kongolesischen Provinz Kasaï-Occidental.

Während der Name bekiviro malayo-polynesischen Ursprungs ist, gehört die Trommel zur großen Gruppe der im südlichen Afrika weit verbreiteten Bechertrommeln mit Nagelspannung und wird deshalb zu den Instrumenten afrikanischer Herkunft gezählt. „Nagelspannung“ bezeichnet eine mit einer engen Nagelreihe oder mit häufig weit herausstehenden Holzdübeln befestigte Membran. Eine vergleichbare Bechertrommel ist die von den Makonde im Norden Mosambiks unter anderem beim Maskentanz mashesho gespielte singanga. Die singanga besitzt jedoch keinen Standfuß, sondern einen unten den Korpus verlängernde Holzstange, die wie eine Zahnwurzel aussieht und in den Boden gespießt wird, sodass die Trommel vom stehenden Spieler mit zwei dünnen Stäben geschlagen werden kann. Eine ungewöhnlich lange, schlanke Trommel mit Nagelspannung und Standfuß heißt bei den Makonde nnea (auch neya). Verwandt hiermit sind einfellige Sanduhrtrommeln, deren Membran mit einer Nagelreihe befestigt ist und die vom stehenden Musiker zwischen den Beinen gehalten werden, etwa die ngoma fumbwa der Wagogo in der Dodoma-Region von Tansania. In Mosambik gibt es weitere, mit der bekiviro vergleichbare Trommeln, die aber wesentlich kleiner sind. 
Die bekiviro wurde vermutlich erst im 19. Jahrhundert nach Madagaskar eingeführt. Nach Auskunft eines Sakalava sei dies unter dem König der Bemihistra-Sakalava geschehen, der 1849 bis 1869 auf der Insel Nosy Lava regierte. In einem Reisebericht von 1799, in welchem die madagassischen Musikinstrumente beschrieben werden, kommt die bekiviro noch nicht vor. Die königlichen Ahnen, die in den Zeremonien von den Medien und den lebenden Herrschern Besitz ergreifen, werden mit Liedern und Tänzen unterhalten, die zusammenfassend soma („Vergnügungen“) heißen. Sie würdigen die Geschichte und die Eigenschaften des Königtums. Eine Form der soma, die nach der Trommel soma bekiviro genannt wird, handelt von der Herkunft der königlichen Sklaven aus Afrika, was einen Zusammenhang zwischen dem Sklavenhandel und der Einfuhr der Trommel wahrscheinlich macht.
Im Verein mit anderen Musikinstrumenten wird die bekiviro gelegentlich dadilahy be („Urgroßvater“) genannt; ihre „Kinder“ (zanany), mit denen sie zusammen gespielt wird, sind zwei zweifellige, konusförmige Röhrentrommeln tsapoa, und das Aufschlagidiophon patso (Swahili, „Platte, Teller“), das aus zwei aufeinander gelegten Kupferplatten besteht, die mit Holzstäbchen angeschlagen werden, oder ersatzweise aus einem Stück Blech. Manchmal kommt das Doppelrohrblattinstrument kabiry (der in der Swahili-Kultur verwendeten Kegeloboe nzumari entsprechend) hinzu. Die beiden geringfügig in der Größe abweichenden tsapoa werden meist auf dem Boden liegend von hockenden Musikern mit beiden Händen geschlagen. Sie sind etwa 70 cm lang, der größere Felldurchmesser beträgt bis 28 cm, der kleinere um 20 cm. Die Membrane sind mit Y-förmigen Hautstreifen gegeneinander verspannt. Im Tanzstil garasisa wird eine der beiden tsapoa von einem Tänzer an einem Schulterband hängend geschlagen. Diese Spielweise hat ihr Vorbild in der europäischen Marschmusik. Mit der tsapoa verwandte Zeremonialtrommeln werden in der Swahili-Region Ostafrikas chapua genannt.
In Madagaskar ist die bekiviro die einzige Trommel ihres Typs und in dieser Größe. Außerhalb des Sakalava-Kulturraums auf Madagaskar verwendete Zeremonialtrommeln sind meist zweifellige Konustrommeln mit Y-förmig verspannten Membranen. Der am weitesten verbreitete Malagasy-Name hierfür ist hazolahy. Die Felle der hazolahy werden mit einer Hand und einem Stock in der anderen Hand geschlagen; wie die tsapoa gehören sie stets paarweise zum Ensemble. Die heiligen Trommeln hazolahy heißen nach dem zu ihrem Bau verwendeten Baum (wörtlich „übelriechendes Holz“) und werden im Hochland bei Ritualen für die Herrscher verwendet.
In vorkolonialer Zeit besaßen am Hof von Merina die Zeremonialtrommeln hazolahy und amponga eine ähnliche Bedeutung für den König, der ohne die Kräfte seiner Trommeln nicht regieren konnte. Amponga ntaolo heißt die zylindrische „Ahnentrommel“. Darüber hinaus steht amponga für Perkussionsinstrumente allgemein, wozu auch die Erdzither amponga tany („Erd-Trommel“) zählt. In einigen Überlieferungen wird ein König Andrianamponga („Prinz der Trommeln“) als Begründer des Merina-Reiches erwähnt. Wenn so die Trommel an den Beginn des Königreichs gestellt wird, um ihre zentrale Rolle zu betonen, ist es naheliegend, dass den bei Feldzügen unterlegenen Merina-Herrschern ihre Trommeln und die Schneckenhörner antsiva abgenommen wurden. Die Schneckenhörner wurden wie Trommeln bei religiösen Ritualen und staatlichen Zeremonien verwendet.
Die Männer der Sakalava spielen eine dabalava genannte Röhrentrommel bei traditionellen Boxwettkämpfen (morengy) und die Frauen begleiten mit ihr kolondoy-Lieder. Eine weitere zweifellige Sakraltrommel der Sakalava, die mit einem Stock und einer Hand geschlagen wird, ist die manandria. Im Hochland spielen bei Festen Flöte-Trommel-Ensembles, die aus einer kleinen Trommel mit Schnarrsaiten (langorona) und einer großen Zylindertrommel (amponga) bestehen.

## Ahnenverehrungsritual
Es gibt eine Reihe von Ritualen, die in bestimmten Abständen an den Königsgräbern (mahabo) durchgeführt werden. Eine Form, um sich an die königlichen Ahnen zu erinnern, sind Lieder und Tänze. Immer wenn die Tore in den Zäunen um den königlichen Friedhof geöffnet oder geschlossen werden, um Ritualgegenstände zu transportieren, und bei der Opferung von Rindern singen Frauen im Stehen kolondoy genannte kurze Lieder. Überwiegend Frauen agieren als Besessenheitsmedien und überbringen in den tromba-Ritualen die Botschaften der zum Leben erwachten Ahnengeister, die als Gruppe ebenfalls tromba genannt werden. Frauen und Männer singen ferner antsa be („große Lieder“), mit denen sie an den Königsgräbern die Ahnen preisen und um ihren Segen bitten. Hierbei sitzen die Frauen im Norden und die Männer sitzen ihnen im Süden gegenüber. Beide Gruppen orientieren sich nach Osten auf das Königsgrab. Weiter südlich abseits stehende Jungen und Mädchen können zur selben Zeit beliebte Volkslieder (goma, kaoitry) singen. Ein beliebter Tanz, der bei unterschiedlichen zeremoniellen Ereignissen zu Ehren der verstorbenen Könige aufgeführt wird, ist der langsame, getragene rebiky. Nur beim rebiky geraten Bürger in den Zustand der Besessenheit von königlichen Ahnen und spielen deren Rollen in den vergangenen Schlachten.

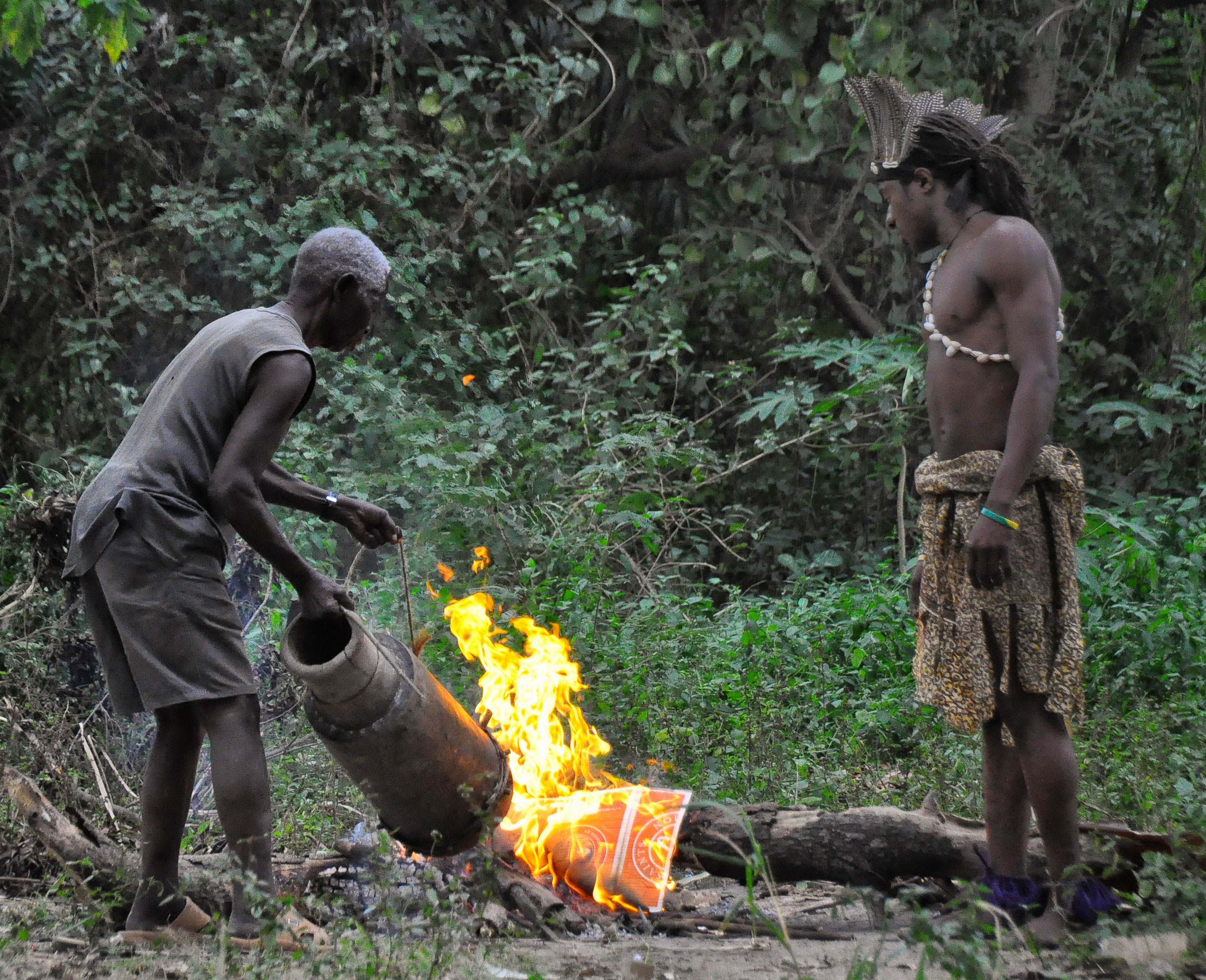
Die Membran einer Bechertrommel (ngoma) in Tansania wird über dem Feuer gestimmt.

Die heilige Trommel wird nur von Männern an den Königsgräbern geschlagen und gilt als „schwieriges“ (sarotra) Instrument, im Unterschied zur tsapoa, die auch Frauen und kleine Jungen spielen dürfen. Beim Besuch des Ahnenfriedhofs auf einer der Inseln sind einige Verbote und Vorschriften (fady) zu beachten, zu denen das Ausziehen der Schuhe am Eingang des Dorfes gehört. Schuhe gelten grundsätzlich als unrein. Das heilige Grab darf nicht fotografiert werden. Auf der Insel Nosy Faly ist das Grab ein einfaches Haus, das von den Häusern der Sklaven umgeben auf der Hügelspitze steht. Die große Trommel wird in ihrem Haus, dem zomba bekiviro, aufbewahrt und nur bei wenigen rituellen Anlässen hervorgeholt. Dabei muss die Trommel von acht Männern mit dem Fuß nach vorne getragen werden. Ist das Fell mit einem Tuch gereinigt, wird die Trommel flach zur Seite geneigt, um sie durch Erhitzen mit einer Flamme zu stimmen. Hierfür wird ein brennendes Grasbüschel gegen den Uhrzeigersinn vor dem Fell im Kreis bewegt. Anschließend wird die Trommel vor dem Grabmal senkrecht aufgestellt, wie August Schmidhofer bei seinem Besuch von Nosy Faly im Januar 1992 beobachtete, sodass der Spieler neben der Trommel auf einen Stuhl stehen muss. Gillian Feeley-Harnik (1988) stellte auf der Insel Nosy Lava fest, dass die Trommel schräg gegen eine waagrechte Holzstange gelehnt wird. Um nicht wegzurutschen, wurde die Trommel mit einer durch die beiden Metallringe gezogenen Schnur fixiert. Die Schrägstellung ermöglicht dem Spieler, sie zu schlagen, während er auf dem Boden steht. Bevor oder nachdem die Trommel ihren Platz erhalten hat, werden das ebenfalls im Haus aufbewahrte Idiophon patso und die kleinen Trommeln tsapoa geholt und in einer bestimmten Ordnung positioniert. Die Kegeloboe kabiry bringt der Musiker von seinem Wohnhaus mit.
Die bekiviro wird ausschließlich zur Begleitung der Lieder und Ritualtänze soma bekiviro an den Königsgräbern verwendet. Die Aufführungen finden nachts statt, laut Feeley-Harnik (1988) darf die bekiviro tagsüber weder gehört noch gesehen werden. Dass dieses Verbot so nicht besteht oder nicht strikt eingehalten wird, belegen mehrere Fotos und außerdem die für Schmidhofer 1992 arrangierte Vorführung. Während das Musikensemble spielt, gehen die Tänzerinnen stets gegen den Uhrzeigersinn in einer Reihe oder in einer Doppelreihe außen herum, ohne sich zu berühren. An fast allen Tänzen nehmen nur Frauen und Kinder teil. Der einzige Ritualtanz, bei dem auch Männer mitwirken, ist nach Schmidhofers Beobachtung der garasisa. Feeley-Harnik (1988) beschreibt hingegen, dass an der Spitze der Tänzerreihe die Männer um die bekiviro herumgehen, gefolgt von Frauen und Männern, die sich später anschließen. Während sie sich bewegen, singen sie antsa Silamo (Swahili, „Moslem-Gesänge“) oder antsa Makoa („Makoa-Lieder“). Die Makoa auf Madagaskar stammen von versklavten Makua aus Mosambik ab.
Die Zeremonie am königlichen Friedhof dauert die ganze Nacht bis zum Morgengrauen. Die antsa be („große Lieder“) wechseln mit soma bekiviro (Lieder und Tänze) und manchmal mit populären Liedern ab. Die Zuschauer kommen und gehen zwischendurch, die meisten finden sich zum Abschluss am frühen Morgen wieder ein. Kurz vor dem Morgengrauen tragen acht Männer die bekiviro – wie sie gekommen ist – mit dem Fuß voraus zurück in das Trommelhaus, gefolgt von den kleineren Röhrentrommeln und schließlich den Metallplatten patso. Währenddessen klatschen die Frauen im Gleichtakt und singen „große Lieder“.

## Bedeutung
Die nach wie vor praktizierte rituelle Ahnenverehrung wird als Reaktion auf die großen gesellschaftlichen und politischen Veränderungen verstanden, die seit dem Anfang des 19. Jahrhunderts als Folge der europäischen Kolonisierung und weiter nach der Unabhängigkeit 1960 eingetreten sind. Auch wenn manche Mitglieder aus den unteren Schichten in dieser Zeit zu Besitztümern kamen und der Adel weitgehend verarmte, behielt die Adelsschicht ihr durch die Abstammung gegebenes Prestige. Gravierende Ereignisse führten in der Vergangenheit zu epidemieartig ausbrechenden Besessenheitserkrankungen. Als etwa die Herrscherin Ranavalona I. 1861 verstorben war, änderte der Nachfolger Radama II. grundlegend die Außenpolitik. Er begünstigte Briten und Franzosen, worauf sofort christliche Missionare in großer Zahl auf die Insel kamen. Dies resultierte in einer als Imanenjana bekannten Massenhysterie, bei der mehrere Personen erklärten, von der wiedererschienenen Ranavalona I. besessen zu sein. Sie zogen tanzend und von Musikern begleitet durch die Straßen der Hauptstadt Tananarivo. Die Tanzsucht legte bald das öffentliche Leben der Stadt lahm und breitete sich weiter auf die gesamte Insel aus. Ein zeitgenössischer britischer Arzt beschrieb die Krankheitssymptome der Besessenen. Die Unsicherheit, hervorgerufen durch die plötzlich hereingebrochenen Fremden, bewirkte den Rückzug zu den Ahnen, was sich in zunehmenden Besessenheits- und Ahnenkulten äußerte. 
Im Besonderen die bekiviro steht bei diesem Bestreben für ein Symbol der Ahnenwelt und verkörpert die vergangenen Zeiten (fanjakana taloha), womit die alte Feudalordnung gemeint ist. Die bekiviro ist nicht wie manche afrikanische Ritualtrommeln ein Machtsymbol des lebenden Königs. Es ist sogar dem lebenden König der Sakalava verboten, die Gräber seiner Vorfahren zu besuchen, weshalb er auch nie eine bekiviro zu sehen bekommt.
Die Gründe für die herausgehobene Bedeutung der bekiviro als Symbol der Ahnen haben nur zum Teil etwas mit ihrer Klangqualität und großen Lautstärke zu tun, die von den enormen Ausmaßen des Trommelkorpus herrührt. Die Ringe aus reinem Silber machen das Instrument kostbar. Über den materiellen Wert hinausgehend steht Silber (vola fotsy, „weißes Geld“) symbolisch für die königlichen Ahnen. Bei tromba-Besessenheitszeremonien und anderen Ritualen spielen die Farben Weiß und Rot eine Rolle. Mit Rot ist Gold (vola mena, „rotes Geld“) gemeint, ein weiteres Ahnensymbol.
Die geringe Zahl von geschätzt fünf bis zehn Exemplaren (Schmidhofer 1998), von denen sich keines außerhalb des angestammten Verwendungsgebietes befindet, und der auf selten stattfindende Zeremonien beschränkte Einsatz machen die Trommel außergewöhnlich. Verstärkt wird der sakrale Charakter der bekiviro durch das vorgestellte hohe Alter der Instrumente, die lange Tradition sowie die Verbote und Verpflichtungen (fady), die im Umgang mit ihnen zu beachten sind. Hierzu gehört, dass bei der Herstellung zehn Rinder geopfert werden müssen. Die Trommelspieler stammen aus der untersten Gesellschaftsschicht, ihr Wirken gilt der höchsten Ebene. Damit vereint die Trommel das gesamte gesellschaftliche Spektrum.